# Доктор Рей и дьяволы
«Доктор Рей и дьяволы» (серб. Доктор Реј и ђаволи) — сербский кинофильм 2012 года, снятый режиссёром Динко Туцаковичем. Фильм раскрывает тайну биографии голливудского режиссёра Николаса Рэя, в которой есть «дыра» в период между 1963 и 1967 годами. Согласно авторам фильма, в это время американец снимал кино на Балканах по приглашению югославского продюсера.
Изначально роль Николаса Рэя должен был играть Уиллем Дефо, однако выбыл в связи с занятостью в других съёмках; в итоге главную роль исполнил малоизвестный актёр Пол Мюррей.

## Сюжет
После двух неудачных проектов известный голливудский режиссер Николас Рэй оставил свою молодую жену и дочь и приехал в Югославию по приглашению Ратко Дражевича, директора кинокомпании «Авала-фильм» из Белграда. В то время Рэй, который был коммунистом и наркоманом, работал над проектом «Доктор Рэй и его дьяволы» по роману культового писателя Дилана Томаса.
И если в США его семья, продюсер Сэмюэл Бронстон и актер Чарлтон Хестон организовали его поиски, даже наняв частного детектива, то в Сербии Рэя восхваляли и оберегали, с безоговорочного благословения президента Тито. И пока Рэй собирается снять авторский фильм, у Дражевича и его друзей были разные идеи, они хотели костюмированного зрелища, которое продвигало бы его компанию «Авала-фильм» как «Голливуд на Балканах», а СФРЮ как по-настоящему свободную страну между Западом и Железным занавесом.

## В ролях
| Актёр              | Роль                                                         |
| ------------------ | ------------------------------------------------------------ |
| Пол Леонард Мюррей | американский режиссёр Николас Рэй                            |
| Ана Софренович     | третья жена Николаса Рэя Бетти Ютей                          |
| Драган Бьелогрлич  | югославский продюсер Ратко Дражевич                          |
| Боян Димитриевич   | югославский сценарист и кинокритик Борислав Михайлович Михиз |
| Милена Предич      | французская актриса Жанна Моро                               |
| Светозар Цветкович | американский режиссёр Дэвид Уорк Гриффит                     |
| Милан Коньевич     | боснийский киносценарист Бахрудин Ченгич                     |
| Милан Тодорович    | сербский актёр Душан Тадич                                   |
| Миодраг Крстович   | Товарищ Бранко                                               |